# Agustín Muñoz Grandes
Agustín Muñoz Grandes, né à Madrid le 27 janvier 1896 et mort dans la même ville le 11 juillet 1970, est un militaire et un homme politique espagnol.

## Biographie
Né dans une famille modeste, il entre très jeune dans l'armée et est diplômé de l'académie militaire de Tolède. Il a participé à la Guerre du Rif comme officier. Au début de la Guerre civile espagnole, il se trouve en zone républicaine et passe chez les rebelles nationalistes en se dissimulant parmi une mission diplomatique. Promu général, à la tête des légionnaires, il prend Malaga, en Andalousie, en février 1937, puis il commande la 4e brigade en zone nord. Il joue un rôle important dans la victoire de Franco qui le nomme secrétaire général de la Phalange, avec rang de ministre (1939/40). Durant la Seconde Guerre mondiale, il commande la Division Bleue (División Azul), forte de 40 000 hommes, sur le Front de l'Est, et est décoré en personne par Hitler (1941/42). Rappelé par Franco en février 1943, il devient chef de sa maison militaire. De 1950 à 1957, il devient ministre de la Défense et engage le rapprochement avec les États-Unis. Il accède au plus haut grade de capitán general et sert en tant que vice-président de 1962 à 1967 sous Franco. Il représente l'Espagne aux obsèques du Président Kennedy à Washington en novembre 1963. Hostile au rétablissement de la monarchie après la mort de Franco, il est remplacé par l'amiral Carrero Blanco.